# Тврині
Тврині (груз. თვრინი) — село в Грузії.
За даними перепису населення 2014 року в селі проживає 589 особи.